# Gypsophila antoninae
Gypsophila antoninae là loài thực vật có hoa thuộc họ Cẩm chướng. Loài này được Schischk. mô tả khoa học lần đầu tiên vào năm 1937.